# Lijst van spelers van AFC Tubize
Deze lijst omvat voetballers die bij AFC Tubize hebben gespeeld in de periode dat deze club in het profvoetbal actief was (2003-2019). De spelers zijn gerangschikt volgens alfabet.

## A
- Karim Achahbar
- Ernest Agyiri
- Izzet Akgül
- Alexandre Alfaiate
- Lucas Alfieri
- Selim Amallah
- Gary Ambroise
- Sergio Aragon
- Julien de Araujo
- Nicolas Ardouin
- David Arena
- Panagiotis Armenakas
- Mehdi Arnould
- Kevin Vander Auwera
- Badreddine Azzouzi

## B
- Ibrahima Ba
- Mario Babić
- Joël Bacanamwo
- Alessio Baglio
- Leandro Bailly
- Josip Barišić
- Walter Baseggio
- Rony Baynon
- Quentin Becker
- Ayoub Ben Yaghlane
- Patricio Bengui
- Jamil Benouahi
- Thierry Berghmans
- Yohan Betsch
- Quentin Beunardeau
- Romain Beynié
- Yohan Bocognano
- Jean-Marie Bombele Lifafu
- Axel Bonemme
- Jordan Bonny
- Nyengo Hervé Boto Loki
- Damien Brison
- Yohan Brouckaert
- Kevin De Broyer
- Yves Buelinckx
- Freddy Nsuka Bula

## C
- Dejan Čabraja
- Giuseppe Cacciatore
- Andrei Camargo
- Maxence Carlier
- Julien Catrain
- Yoran Chalon
- Julien Charlier
- Yohann Charlot
- Raffaele Chiarelli
- Josh Clapham
- Aurélien Coppin
- Sébastien Cousin
- Matthias Crauwels

## D
- Massimiliano D'Errico
- Pietro Daddi
- Jusuf Dajić
- Alexandre Van Damme
- Benjamin Dassonville
- Kevin Debaty
- Théo Defourny
- Médéric Deher
- Louis Delhaye
- Constant Delsanne
- Laurent Demol
- Manuel Deotto
- Gregory Deraeve
- Michael Descamps
- Raphael Devillé
- Vincent Di Stefano
- Gauthier Diafutua
- Mamadou Diallo
- Amara Diané
- Malamine Diarra
- Banou Diawara
- Samba Diawara
- Xavier Dijoux
- Georges Dimitriadis
- Trésor Diowo
- Lonsana Doumbouya
- Julien Drugmand
- Emeric Dudouit
- Grégory Dufer
- Quantin Durieux
- Noë Dussenne

## F
- Clément Fabre
- Gianluca Falzone
- Mario Fasano
- Archi Fataki
- Mehdi Fennouche
- Christopher Fernandez
- Maxim Figys
- Nicolas Flammini
- Gérald Forschelet
- Quinton Fortune
- Flavio Fragapane
- Arnaud Fransquet

## G
- Rafael Gacio Cabrera
- Quentin Gailly
- Michaël Gangai
- Nicolas Garcia Fernandez
- Shean Garlito y Romo
- Pierre Gevaert
- Cor Gillis
- Merveille Goblet
- Wilfried Godart
- Geoffrey Gorez
- Lemouya Goudiaby
- Ewout Gouw
- Ludovic Govoni
- Yoann Grosperrin
- Ayhan Güçlü
- Julien Guerenne

## H
- Ha Seung-joon
- Habib Habibou
- Anas Hamzaoui
- Alan Haydock
- Jordan Henri
- Pedro Henrique
- Thomas Henry
- Jonathan Heris
- Olivier Hernout
- Hwang Jin-sung
- Hwang Ki-wook

## J
- Alandson Jansen Da Silva
- Alexandre Jansen Da Silva
- Michael Janssens
- Michaël Jonckheere
- Lars De Jonghe

## K
- Brahime Kaba
- Benjamin Kabongo
- Mohamed Kané
- Patrick Kanene
- Yasin Karaca
- Sega Keïta
- Emmanuel Kenmogne
- Sofian Kheyari
- Halil Köse
- Vidal Urich Kume Sitchven
- Laurent Kwembeke

## L
- Benoît Ladrière
- Damien Lahaye
- Benjamin Lambot
- Jessy Lando Fusu
- Andy Lariviére
- Mégan Laurent
- Quentin Laurent
- Arnaud Lebrun
- Loïc Leclerq
- Lee Jae-gun
- Kévin Lefaix
- Christophe Lepoint
- Philippe Liard
- Lim Yoon-taek
- Anthony Lippini
- Augustin Lisot
- Sami Lkoutbi
- Ricci Lufimbu
- Joseph Lwangi Kalumé

## M
- Amy Mampwini
- Gertjan Martens
- Mário Matos
- Marcel Mbayo
- Geoffrey Melange
- Jonathan Mendes
- Yannick Metayer
- André Montagna
- Joël Movoto
- Mohamed Mrabet
- Mu Yiming
- Jimmy Mulisa
- Joachim Mununga
- Fabrice Mvemba
- Muscal Mvuezolo

## N
- Jérémie N'Jock
- Mourad N'Zif
- Divine Naah
- Nam Seung-woo
- Dugary Ndabashinze
- Grégoire Neels
- Aaron Nemane
- Guy-Roland Niangbo
- Salomon Nirisarike
- Franck Nkela

## O
- Oh Jang-won
- Jonathan Okita
- Serhiy Omelyanovych
- Hervé Onana
- Taner Ozer

## P
- Park Chan-gil
- Luigi Papia
- Jean-Baptiste Paternotte
- Jérémy Perbet
- Julien Pete
- Olivier Peyskens
- Loic Piolot
- Alan Pires
- Bart Poppe
- Jérémy Posluszny

## R
- Błażej Radler
- Vincent Ramaël
- Sébastian Rassart
- Thibaut Rausin
- Samuel Remy
- Maxime Renson
- Diogo Ribeiro
- Tom Rosenthal
- Steve Ryckaert

## S
- Brahim Sabaouni
- Enes Sağlık
- Enis Saiti
- Daisuke Sakai
- David Sanchez
- Rafael Santiago
- Miguel Santos Pravos
- Thiago dos Santos
- Adrien Saussez
- Ebrahima Sawaneh
- Nadir Sbaa
- Salaheddine Sbaï
- Andrea Schifano
- Anthony Schuster
- Giovanni Seynhaeve
- Levan Shengelia
- Valeri Sorokin
- Benoît Sotteau
- Jeremy Steens
- Florent Stevance
- Frédéric Stilmant
- Kevin Stuckens
- Sanasi Sy
- Norman Sylla

## T
- Wouter Taurin
- Ibrahima Thiam
- Stéphane Thys
- Alassane Touré
- Moussa Traoré
- Maarten Tresignie
- John Tshibumbu

## U
- Matthew Ubaliza
- Baptiste Ulens

## V
- Jason Vandelannoite
- David Vandenbroeck
- Ludovic Vandenplas
- Jérôme Vanderzijl
- Jason Vandeville
- Floriano Vanzo
- Hugo Vidémont
- Vittorio Villano
- Olivier Vinamont

## W
- Yannick Wagner
- Lou Wallaert
- Kevin Wauthy
- Marco Weymans
- Rodrigue Williot

## Y
- Hiraç Yagan
- Bagdad Yakhou
- Yang Ting

## Z
- Simon Zenke

RSC Anderlecht ·
Antwerp FC ·
Beerschot AC ·
Beerschot VA ·
KSK Beveren ·
Rupel Boom ·
Cercle Brugge · 
Club Brugge ·
KRC Genk ·
KAA Gent · 
KV Kortrijk ·
OH Leuven ·
Lierse SK ·
RFC de Liège ·
KSC Lokeren ·
Lommel SK ·
KV Mechelen ·
Royal Excel Moeskroen ·
RAEC Mons ·
KV Oostende ·
RFC Seraing ·
STVV ·
Sporting Charleroi ·
Standard Luik ·
AFC Tubize ·
Union SG ·
KVC Westerlo ·
SV Zulte Waregem